# Liz Sheridan
Elizabeth Ann Sheridan, detta Liz (Rye, 10 aprile 1929 – New York, 15 aprile 2022), è stata un'attrice statunitense.

## Filmografia parziale

### Cinema
- Scuola di sesso (Jekyll and Hyde...Together Again), regia di Jerry Belson (1982)
- Star 80, regia di Bob Fosse (1983)
- Nickel Mountain, regia di Drew Denbaum (1984)
- Angel Killer II - La vendetta (Avenging Angel), regia di Robert Vincent O'Neil (1985)
- Anche i fantasmi lo fanno (School Spirit), regia di Alan Holleb (1985)
- Pericolosamente insieme (Legal Eagles), regia di Ivan Reitman (1986)
- Who's That Girl, regia di James Foley (1987)
- Weekend senza il morto (Only You), regia di Betty Thomas (1992)
- Brain Smasher... il buttafuori & la modella (Brainsmasher... A Love Story), regia di Albert Pyun (1993)
- Forget Paris, regia di Billy Crystal (1995)
- In fuga a Las Vegas (Wedding Bell Blues), regia di Dana Lustig (1996)
- Now You Know, regia di Jeff Anderson (2002)
- La partita dell'amore (Play the Game), regia di Marc Fienberg (2009)

### Televisione
- La terza guerra mondiale (World War III) – miniserie TV (1982)
- Incubo dietro le sbarre (In the Custody of Strangers) – film TV (1982)
- Con gli occhi di Emma (Second Sight: A Love Story) – film TV (1984)
- A-Team (The A-Team) – serie TV, 2 episodi (1983-1985)
- Santa Barbara – soap opera, 3 puntate (1985)
- Mai dire sì (Remington Steele) – serie TV, 2 episodi (1985-1986)
- Kate's Secret – film TV (1986)
- ALF – serie TV, 34 episodi (1986-1990)
- Cinque figli e un amore (Changes) – film TV (1991)
- Un angelo di mamma (A Match Made in Heaven) – film TV (1997)
- La vita con Louie (Life with Louie) – serie TV, 7 episodi, voce (1994-1997)
- Seinfeld – serie TV, 21 episodi (1990-1998)
- Numb3rs – serie TV, un episodio (2005)
- American Dad! – serie TV, un episodio, voce (2007)